# جيري هيل (سائق سباق)
جيري هيل (بالإنجليزية: Jerry Hill)‏ هو سائق سباق أمريكي، ولد في 25 يوليو 1961 في برانديواين في الولايات المتحدة.

## وصلات خارجية
- جيري هيل على موقع Racing-Reference.info (الإنجليزية)